# Tempi (tygodnik)
Tempi (wł. Czasy) − włoski miesięcznik ukazujący się w każdy czwartek, traktujący o sprawach bieżących, kulturze, polityce krajowej i zagranicznej.

## Historia
Pierwszy numer trafił do kiosków w większych miastach na terenie Włoch 28 sierpnia 1995. Czasopismo założył pisarz i dziennikarz włoski Luigi Amicone.
Tygodnik bliski jest oficjalnemu stanowisku Kościoła katolickiego w kwestiach społecznych, wydawcy związani są ruchem kościelnym Comunione e Liberazione.
Na łamach pisma publikowali: Giuliano Ferrara, Vittorio Sgarbi oraz Antonio Socci.
"Tempi” współpracują z codziennym włoskim wydaniem „L’Osservatore Romano”. Obecnie można pobrać wersję cyfrową „L’Osservatore Romano” na stronie internetowej „Tempi”.